# オオキボウシインコ
オオキボウシインコ (Amazona oratrix) は、鳥綱オウム目インコ科ボウシインコ属に分類される鳥類。

## 分布
グアテマラ東部、ベリーズ、ホンジュラス北西部、メキシコ
アメリカ合衆国（フロリダ州、プエルトリコ）へ移入・定着。

## 形態
全長35センチメートル。頭部から頸部・肩にかけて黄色。体は緑色だが、腿が黄色い個体もいる。尾羽の色彩は緑色で、先端は黄緑色。外側尾羽の羽軸の内側（内弁）基部には、赤い斑紋が入る。人間でいう手首（翼角）は赤く、先端は黄色い。次列風切基部は赤い。
虹彩は橙色。嘴の色彩は灰がかった黄白色。後肢の色彩は灰色。

## 分類
以下の亜種の分類・分布は、IOC World Bird List (v10.2)に従う。和名は吉安(2001)に従う。
Amazona oratrix oratrix Ridgway, 1887 オオキボウシ
メキシコ南部
Amazona oratrix beizensis Monroe & Howell, 1966 ベリーズオオキボウシ
ベリーズ
Amazona oratrix hondurensis Lousada & Howell, 1997
ホンジュラス北部

## 生態
サバンナや開けた落葉広葉樹林・松林・有刺植物からなる藪地などに生息する。ペアで生活するが、夜間には集合する。
果実、種子、蕾、葉などを食べる。
繁殖様式は卵生。繁殖期は2 - 6月だが、北部個体群は2 - 5月に繁殖する。地表から6 - 15メートルの高さにある樹洞に、1回に2 - 3個の卵を産む。

## 人間との関係
トウモロコシやバナナ・マンゴーなどの農作物を食害する。
農地開発や牧草地への転換・放牧による生息地の破壊、害鳥としての駆除、ペット用の乱獲などにより生息数は激減している。1981年にインコ目単位でワシントン条約附属書IIに掲載され、2003年にワシントン条約附属書Iに掲載されている。1994年における生息数は、7,000羽以下と推定されている。